# República de Còrsega
La República de Còrsega (cors Nazione di Corsica) fou un estat independent de 1755 a 1769 a l'illa de Còrsega, antiga dependència de la República de Gènova, fins que fou annexada militarment a França.

## Antecents. La revolta de 1729
El 1729 esclatà a Còrsega una revolta dirigida per Carlo Francesco Raffaelli (nomenat generalissimo), Andrea Colonna, Luigi Giafferi (1663-1748), Ghjacintu Paoli (1690-1768), Andria Ceccaldi i el p. Orticoni, amb suport de les classes mitjanes i dels petits clergues. La revolta coincidí amb la Guerra dels Quaranta Anys, no fou organitzada ni unànime, i esclataria per un incident menor a Bustanico (Bozio) i s'expandí per la Castagniccia i finalment a tota l'illa. Fou una revolta de muntanyencs que setjaren els establiments del litoral. Com que Gènova no podia dominar el país, demanà ajuda al príncep de Würtemberg, qui invadiria l'illa amb 15.000 soldats. Alhora, Paoli obtindria el protectorat d'Espanya i del Vaticà i el 1731 es formaria una Junta Nacional presidida per Paoli i Giafferi, que demanaren ajut a Àustria. De resultes d'això, molts emigraren, i un grup d'ells s'establiria a la Gal·lura sarda. Raffaelli fou generalissimo del 22 de desembre del 1730 al maig del 1732.
L'11 de maig del 1732 se signaria la pau de Corte, per la qual es garanteix una amnistia general, readmissió dels rebels i poder efectiu a l'oratore i al Consiglio dei Diciotto, remissió de les taxes abusives i creació d'un ordre de nobilitat. Malgrat que la pau fou garantida per l'emperador, el 1735 Austria s'empenyà en una guerra amb Polònia, cosa que aprofitaria Giafferi per revoltar-se enarbolant la bandera espanyola, però Orticoni no pogué obtenir-ne ajut. La Cunsulta de Corti aprovaria una constitució, redactada per l'advocat Salvatore Costa, i el poder restà en una Giunta de sis membres, encapçalada per Luca Ornano, Giafferi i Paoli.

## Elregnede Teodor I
El 12 de març del 1736 desembarcaria a Aleria l'aventurer alemany Theodor von Neuhoff (1694-1756), amb la complicitat de Giafferi i Paoli i suport britànic, qui el 15 d'abril del mateix any es proclamà sobirà i primer rei del Regne de Còrsega com a Teodoro I Antonio Stefano. Giafferi és nomenat marquès i generalíssim de l'exèrcit. Com a primeres mesures, confiscaren els béns i terres dels genovesos i dels grecs de Paormia, aboleix les duanes internes i estableix la llibertat de cultes. Paoli i Giafferi esdevingueren primers ministres, i Costa Gran Canceller. Adopten com a himne nacional Diu vi Salvi Regina, adaptació de l'oració al cors feta per Salvatore Costa, així com una constitució on el poder executiu l'exercien tres primats i el legislatiu l'Assemblea Popular, i la bandera del cap de moro.
Els genovesos declararen reu de traïció Neuhoff, qui el mateix 1736 marxà a l'estranger a buscar ajuda i deixà en regència Paoli, Giaffori i Luca d'Ornano. Gènova intentà en va un acord amb els rebels, i per això el 10 de novembre del 1737 acceptà el socors francès. Una tropa comandada per Fleury desembarca a San Firenzu, i intenta constituir un Partit Francès. El comte de Boissieux fou benevolent amb els rebels, però aquests venceren els francesos a Borgo (les Vespri Corsi). El succeí Maillebois, qui el gener del 1740 obtingué la cessió de la consigna de les fortaleses de l'illa i obliga a exiliar-se Paoli i Giaffori, alhora que obté des del 1739 el suport de Gian Pietro Gaffori (1710-1753), enemic de Neuhoff. Però el maig del 1741 Maillebois tornà a França, i una nau anglesa portaria Neuhoff a l'illa; Gaffori se subleva contra els genovesos mentre Paoli i Giafferi organitzen un regiment de refugiats corsos a Nàpols per tal de tornar. Neuhoff, però, finalment abandonat pels anglesos, s'exilà a la Toscana.
Els rebels oferiren la corona de Còrsega a Carles Manuel III de Savoia, però el Tractat d'Aranjuez de maig del 1745 la cedeix als borbons; pel novembre els anglesos bombardejaren Bastia i intentaren desembarcar a la ciutat, però foren rebutjats pels ciutadans. Alhora, Gaffori, Matra i Ignazio Venturini organitzaren la Cunsulta d'Orezza, que intenta de combatre tant genovesos com francesos amb ajut anglès. El 1746, endemés, foren atacats per austriacs i piemontesos, que foren rebutjats pel marquès de Cursay, enviat a l'illa pels francesos per tal de reforçar el seu partit. Venturini serà nomenat Cap dels Protectors del 1746 fins al 1751.

## La República de Paoli
Per la Convenció de San Firenzu del 6 de setembre del 1752, França tornaria a la República de Gènova l'administració de Còrsega amb la garantia de participació dels corsos a l'administració. Ghjuvan Pietru Gaffori (1710-1753), general dels rebels, ocupà el govern i intentà refer el principat. Aleshores el comissari genovès, Grimaldi, cridà Cursay i Gaffori fou emmetzinat el 3 d'octubre del 1753. Això provoca un estat de desgovern. Els corsos residents a Roma planejaren entregar el govern a l'orde de Malta, però la Cunsulta de Caccia de 24 d'abril del 1755 proclama que el domini de l'illa passa a la representació nacional; i el 13 de juliol, a la Cunsulta de Casabiana, convocada per Climente Paoli (1715-1793), fill de Ghjacintu, estableix un directori de cinc membres (Carlo Grimaldi, Climente Paoli, Santucci Tomassio i Simone Pietru Frediani), investida de poder i que el 15 de juliol del 1755 ofereix la presidència al seu germà, Filipu Antoniu Pasquale Paoli (1725-1807), proclamat Generale. La Cunsulta és el Consell Suprem i Paoli, cap de l'exèrcit.
Entre les primeres mesures de Paoli: fa i participa activament en la redacció d'una Constitució, la més democràtica que s'havia aplicat mai fins aleshores, que s'aprovaria el mes de novembre. La Cunsulta (poder legislatiu) escollida per sufragi universal, òrgan sobirà que controla al Generale i que elabora lleis, el pressupost i escull un govern per majoria de dos terços; aquesta era la novetat, 93 anys abans que el sufragi masculí francès i uns 150 anys abans de les primeres constitucions on el vot femení es va permetre. Del govern en depenen els Síndics, caps de províncies i magistrats. També té un Consell d'Estat de Nou membres. El govern escull el Generale o president. Des del punt de vista judicial, el podestà és el jutge de pau i de delictes menors, i batlle del seu municipi. També edita el primer diari en llengua corsa, el Ragguagku dell'Isola di Corsica, diari oficial del govern que aparegué del 1762 al 1769.
A les províncies hi havia una Rota civile, molt severa en l'arranjament de comptes o venjances (les famoses vindettas corses) i en els delictes de sang, anomenada Ghjustizia Paolina. També impulsà els conreus tradicionals, creà una flota mercant, introduí la patata, fomentà els pastures, la prospecció minaires i la industrialització del país. Influït per Neuhoff, adoptà el mateix himne i la bandera, i establí la capital del seu govern a Corte el 1758. També creà una moneda de plata i bronze, i organitzà una milícia pròpia amb dos regiments professionals al costat de les milícies populars. I dividí l'illa en nou províncies: Corti, Nebbio, Casinca, Balagna, Orezza, Ornano, Cinarca, Vico i Campoloro.
No tothom el va acceptar. Mario Emmanuele Matra (m. 1757) es va revoltar dos cops, d'agost a octubre del 1755 i de gener a març del 1757, tot proclamant-se general de la nació. Alhora, el14 d'agost del 1756 França signà el Tractat de Compiègne amb Gènova, pel qual els genovesos renuncien a l'illa i els francesos ocupen els ports de Calvi, San Firenzu i Ajaccio. Es retirarien, però, el 1759, ocupats en la Guerra dels Set Anys.
Una de les coses que Paoli no pogué evitar fou les rivalitats entre les grans famílies corses. Gènova promogué revoltes a Aleria, Castello, Fium’Orbo i la traïció dels Abbatucci. El 1761 els senadors anaren a Bastia, però la Cunsulta posà com a condició el reconeixement del govern nacional. Finalment, els darrers partidaris de Gènova foren sotmesos el 1762. El 1764 mantindria correspondència amb Rousseau per demanar-li un model de nova constitució, i el 1765 fundaria la primera universitat de Còrsega a Corte.
Un cop a cabada la Guerra dels Set Anys, França imposà a Gènova el segon Tractat de Compiègne del 6 d'agost del 1764, pel qual cediren a França durant quatre anys els seus drets sobre Còrsega, i obté presidir les places majors i tractar directament amb els corsos la pacificació del país. Étienne François de Choiseul, el duc de Choiseul intentà una nova mediació; deposà el cap de les tropes franceses, comte de Marbeuf, i negocia directament amb Paoli, qui d'antuvi era partidari de la independència corsa sota la protecció francesa. Però Choiseul exigí com a condició la rendició de les places exigides, cosa a la qual Paoli es negà en rodó.
Fracassat l'acord amb Paoli, els genovesos es retiraren i signaren el Tractat de Versalles del 15 de maig del 1768, pel qual venien definitivament els drets sobre Còrsega a França a canvi d'un subsidi de dos milions de lires i dels béns perduts el 1763. Aquest tractat, al qual s'oposaren Napoleó Bonaparte, Piemont i Anglaterra, provocà la indignació dels il·lustrats francesos com Voltaire, que veien en Paoli l'ideal de la llibertat. La diplomàcia francesa, endemés, neutraltizà l'intervencionisme estranger, encara que Paoli demanà en va ajut als britànics.
El 22 de maig del 1768 la Cunsulta de Corti crida a les armes tots els homes disponibles. La noblesa progenovesa, marginada per Paoli, ara esdevindrà profrancesa. El 9 d'abril del 1769, finalment, el comte de Vaux, qui substitueix Chambelin, fins aleshores derrotat pels corsos, desembarca a l'illa i venç les tropes corses el 8 de maig a Ponte Novo. El 13 de juny Paoli i els seus partidaris s'exilaren a Livorno (Toscana), on reberen suport d'intel·lectuals com Pietro Verri. A l'interior, però, encara continuaren alguns resistents guerrillers com l'abat Dumenicu Leca Circinellu, a la regió de Guagno, on va jurar que mai es rendiria a França, i en Bonelli Zampagline a Bocognano.